# Ana María Pérez del Campo
Pour les articles homonymes, voir Pérez et Campo.
Ana María Pérez del Campo Noriega, née à Madrid le 19 mai 1936, est une juriste et militante féministe espagnole.

## Biographie
Ana María Pérez del Campo grandit sous la dictature franquiste dans un contexte où Franco est revenu, après la guerre d'Espagne (1936-1939), sur les droits des femmes promulgués pendant la Seconde République (1931). Le rôle des femmes dans la société espagnole est alors réduit à la famille et à l'Église.
Diplômée en droit de la famille à l'université pontificale de Comillas, Pérez del Campo devient l'une des figures de la lutte féministe. En 1973, elle est la fondatrice de la première association de femmes séparées créée en Espagne depuis Franco. Elle joue un grand rôle dans la reconstruction des droits des femmes pendant la transition démocratique espagnole. Son militantisme lui vaut notamment d'être inquiétée par la Direction générale de sécurité et arrêtée, défendue par les avocats Gregorio Peces-Barba et Tomás de la Quadra-Salcedo.
En 1981, elle participe à la rédaction de la loi de divorce du ministre de la Justice Francisco Fernández Ordóñez, avec d'autres personnalités féministes comme Carlota Bustelo.
Elle a toujours dénoncé les violences faites aux femmes, dans un pays qui connaît de nombreux féminicides, se bat contre le système patriarcal et s'oppose activement à la droite et à l'extrême-droite espagnoles.